# تائینو

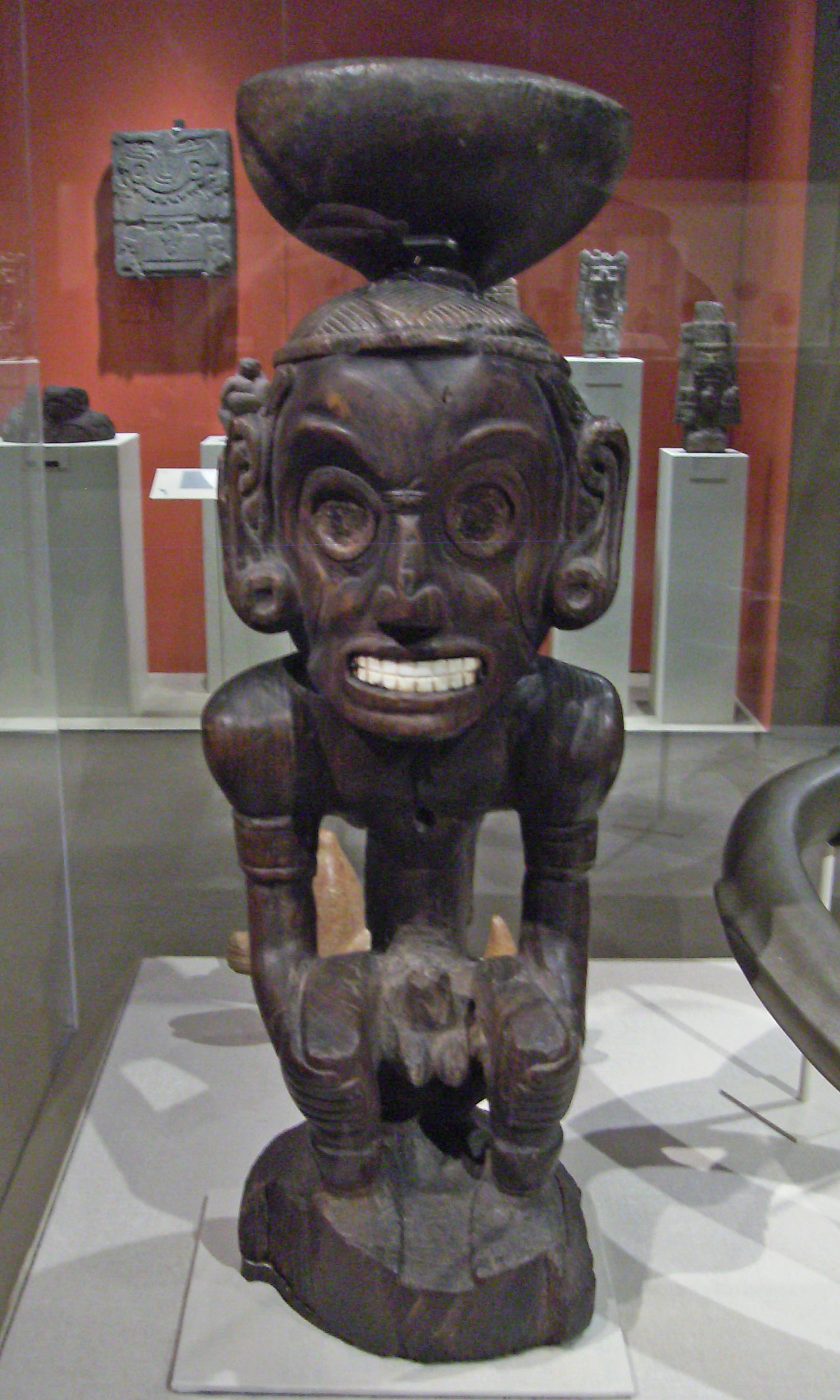
تندیسی از خدایی تائینو مربوط به سده‌های ۱۵ و ۱۶ میلادی، موزهٔ متروپولیتن

تائینوها(به اسپانیایی: Taíno) بومیان باهاما، آنتیل بزرگ و شمال آنتیل کوچک بودند که تا پیش از چیرگی اروپاییان بر اینجا، در این سرزمین‌ها می‌زیسته‌اند. پنداشته می‌شود که تائینوهای دریانورد با آراواکها در آمریکای جنوبی ارتباطاتی داشته‌اند. زبان تائینو نیز وابسته به زبان‌های آراواک بود که از آمریکای جنوبی تا دریای کارائیب گویشورانی داشته و می‌دارد.
همزمان با رسیدن کریستف کلمب به قاره آمریکا در ۱۴۹۲ تائینوها سامانه‌ای قبیله‌ای داشتند که بر هر قبیله ریش‌سپیدی فرمان می‌راند و ریاست هم بدو به صورت موروثی می‌رسید. برای نمونه در همان زمان هیسپانیولا دارای پنج قبیله بود. این ریش‌سفیدان دارای آویزه‌ای زرین بودند که آنها را از دیگران متمایز می‌خواست. مصادف با همین روزگار بزرگترین مراکز تجمعی تائینو پیرامون ۳هزار تن جمعیت داشتند.
تائینوها دشمنان تاریخی همسایگان کاریب خود بودند. در سدهٔ ۱۵ میلادی تائینوها بر اثر تازش کاریب‌ها به شمال خاوری کارائیب رانده شدند، در این زمان به دلیل وجود اسیران زن تائینوی بسیار در میان کاریب‌ها، بسیاری از زنان کاریب به زبان تائینو سخن می‌گفتند.
در سدهٔ هجدهم میلادی جامعهٔ تائینو بر اثر بیماری آبله و گرفتاری‌های دیگری چون حل‌شدن اجباری در جوامع کشاورزی اسپانیایی و درآمیختن با دیگر نژادها از میان رفت.